# 豊中市2人殺害事件
豊中市2人殺害事件（とよなかしふたりさつがいじけん）は、1998年（平成10年）2月19日未明に大阪府豊中市大黒町三丁目で発生した殺人事件である。
加害者の男N（本事件当時50歳）は1969年（昭和44年）に高知県内で強盗殺人事件を起こした前科があり、同事件により無期懲役刑に処されたが、事件当時は仮釈放中だった。Nは仮出所後、親しくなった女性の夫（別居中）が離婚になかなか応じなかったことから夫の存在を疎ましく思い、夫を殺害するため夜道で待ち伏せていたが、襲撃時に偶然彼と一緒にいた別の女性の計2人を刺殺した。

## 加害者N
本事件の加害者である男N・Sは1948年（昭和23年）1月13日生まれ（本事件当時50歳）。本籍地は東京都新宿区、住居は東京都足立区西新井本町一丁目。
刑事裁判により死刑が確定し、死刑囚として大阪拘置所に収監されていたが死刑は執行されず、2014年（平成26年）5月15日夜に大阪医療刑務所にて食道癌で病死した（66歳没）。

### 殺人前科
加害者Nは21歳だった1969年（昭和44年）3月16日、不良グループ仲間だった男X（当時23歳・運転手）、少年Y（当時17歳・板金工）と共謀し、高知県香美郡土佐山田町（現：香美市土佐山田町）内でライフル銃による強盗殺人事件を起こした。同事件により、Nは1973年（昭和48年）に無期懲役刑が確定していた。
同事件から1年前の1968年（昭和43年）3月16日、Nは男1人（X・Yとは別人）と共謀し、高知県長岡郡大津村船戸の銃砲店からライフル銃4挺・空気銃5挺（時価合計117,500円相当）を盗んだ。その後、Nら3人は銀行強盗を企て、1969年1月 - 2月ごろからその実行計画を練り始めたが、先述のライフル銃に使用する銃弾や、銀行襲撃に必要なダイナマイトを入手するために火薬庫に侵入し、銃弾・火薬（ダイナマイトの代わり）などや、犯行に使用する自動車を盗み、ライフル銃の試射を行った。そして、「銀行を襲うためにはライフル銃1艇では不十分」として、警察官を襲撃して拳銃を奪うことを企てた。一方、高知県警察は県内でライフル銃の窃盗・銃撃事件が相次いでいたことを受け、同年2月13日にライフル銃特別捜査本部（特捜本部）を高知警察署内に設置して関連事件を捜査していた。
1969年3月15日21時ごろ（強盗殺人の前夜）、Nら3人はライフル銃でパトロール中の警察官を射殺し、拳銃を強奪しようと企図し、高岡郡佐川町内で佐川警察署の巡査を襲撃しようと待ち伏せたが、タイミングを逃して未遂に終わった（殺人予備罪・強盗予備罪）。翌日（1969年3月16日）、3人は前日と同じように強盗目的でライフル銃・銃弾・鉈を用意して自動車で佐川町方面に向かったが、警察官の姿を見かけなかったため、やむなく高知市方面へ引き返そうとした。しかし、出発直前に自動車事故を起こし、2, 3万円の損害賠償を要求されていたNが自動車強盗を思いつき、2人もそれに賛同したため、高知市内で警察官を探しながら国道32号（高松方面）に向かった。同日22時30分ごろ、3人は土佐山田町北滝本の国道32号上で、自家用車を運転して高知市から帰宅しようとしていた土佐村役場の運転手男性・甲（当時36歳）を停車させ、所持していた22口径ライフル銃で甲を脅した。しかし甲が他に助けを求めようとしたため、Nは甲に計3発発砲し、うち1発を頭部に命中させて甲を即死させたが、強盗の目的は遂げなかった。
同事件の翌日（1969年3月17日）7時30分ごろに甲の遺体が発見され、高知県警が山田警察署に甲殺害事件の特捜本部を設置し、高知市周辺で前月に続発したライフル銃撃事件との関連も含めて捜査したところ、Nら加害者3人の関与が判明したため、同月26日に甲殺害事件特捜本部と高知署が3人を強盗殺人・死体遺棄・銃砲刀剣類所持等取締法（銃刀法）違反・火薬類取締法違反・窃盗の各容疑で逮捕した。
被告人Nは一連の事件で強盗殺人・窃盗・非現住建造物等放火未遂罪などに問われ、1970年（昭和45年）3月30日に高知地方裁判所刑事第1部（白石晴祺裁判長）で求刑通り死刑判決を受けた。しかし控訴したところ、1973年3月29日に高松高等裁判所第1部で原審破棄自判・無期懲役の判決を受け、確定。それ以降は主に岡山刑務所で、約18年間にわたり服役していたが、1991年（平成3年）4月に仮出獄（仮出所）した。

## 事件
被害者は男性A（事件当時37歳 / 豊中市庄内幸町一丁目・左官業）と、Aと交際していた女性B（当時40歳 / 豊中市大黒町三丁目・スナック店員）の2人。Nは被害者Aの妻C（当時別居中）と交際していたが、AがCとの離婚になかなか応じなかったことから、Aの存在を疎ましく思い殺害を計画した。

### 事件前の動向
Nは刑務所で大工の技術を身に着け、仮出所後は大工仲間たちとともに関東方面を中心に建築業を営むなどしていたが、1995年（平成7年）1月以降は阪神・淡路大震災後の復興工事に携わったことを機に、関西方面でも仕事をするようになり、その際には義兄が所有する大阪府豊中市内の家屋を生活拠点にしていた。
Nは1996年（平成8年）夏ごろ、先述の家屋の近くにある喫茶店・スナックへ飲酒に行くうち、同店でホステスをしていた女性C（被害者男性Aの妻）と知り合って親しくなり、同年11月か12月ごろには男女の仲となった。1997年（平成9年）1月ごろ、Nは関西での仕事に区切りをつけ、東京都新宿区内の自宅に戻ったが、同年2月にはCもNを頼って上京し、看護婦として働きながら足立区内に在住し、三男と2人で暮らすようになった。Nは当時同棲していたほかの女性との関係を清算し、同年5月下旬ごろから足立区内でCや彼女の三男と3人で暮らすようになった。
CはNと同棲を始めた一方、夫Aと電話などで離婚交渉を進めていたが、Aが誠実な交渉態度を見せなかったために交渉は進展しなかった。そのため、CはNに「Aは誠実に離婚の交渉をしてくれない。かつてAから暴力を受けたり、無理に性的関係を強いられたりしたし、Aには他に交際している女性もいる」と打ち明け、それを聞いたNもAを快く思っていなかった。同年12月28日ごろ、CがNとともに自動車でNの郷里・高知県へ赴く途中、豊中市のA宅に立ち寄ったところ、Aは女性Bと同じ布団で寝ていた。CはBから「Aから『あなたが離婚届に署名押印しないから離婚できない』と聞いている」などと言われたこともあり、Bを追い出した上でAに即時離婚届へ署名押印するよう迫ったが、Aは言を左右にしてこれに応じないばかりか、Cに対し関係を求めるような行動に出た。そのためCはA宅を出てNの待つ車内に戻り、その一部始終をNに話した。
Nは「CはAと離婚したら、上の2人の子供たち（長男・次男）も引き取り、その学区内またはその近くに住んで子供たちの面倒を見ようと考えている」と知り、義兄が所有する同市内の家屋（先述）をスナックに改装し、Aに同店を経営させることを考えた。そのため、1998年（平成10年）1月7日ごろからその工事に着手し、「自身とC、そしてCの子供3人の計5人で一緒に生活できるように新居を探そう」と考え、同年2月初めごろから住居探しも始めていた。
一方で同年1月17日ごろ、CはAと離婚交渉をするべくNや三男とともに帰阪し、Nが自身のため改装中のスナック兼住居で一泊した。翌18日（日曜日）、CはNを伴って自動車でA宅に行ったが、Aは不在だった。そのため、Aの立ち回り先を探したところ、庄内駅（阪急宝塚本線）前のパチンコ店駐車場でAの自動車を見つけ、長男も見かけたため、長男にAの居場所を尋ねたが「知らない」と回答され、Aを発見することはできなかった。Cは同日夕方、三男とともに東京へ戻ろうと自分の自動車で高速道路を走行していたが、携帯電話にAから「会いたい」と連絡が入ったため、ファミリーレストランで長男・次男を連れたAと会って話し合った。しかし離婚についてのAの態度は煮え切らないものだったため、Cは東京に戻ってから電話・口頭でNにそのことを話した。
同年1月29日ごろ、Nが不在だった自宅にいたCはAから「会いたい」と電話で連絡を受け、翌30日未明ごろに1人で東京を訪れたAと会った。Aはこの時、Cに対し「Bとは別れるから復縁してほしい」と申し出たが、Cがこれを断ったところ、了承した上で「別れるなら、どちらがどこで子供たちを育てていくかなどで子供たちの意見を聞こう」と言い、自身の運転する自動車に同乗してCとともに豊中の自宅に戻った。その後、Aは離婚の条件として「子供3人はBが引き取ってここで育てる。Cは3月末までにここを出るようにするが、新たな住居を見つけるまでBらと同居する。自宅のローンは自分が支払うが、男を家に入れてはいけない。子供たちの養育費もできるだけ出すが、もしCが男と同居するようになれば払わない」などを提示したが、Cは当日Nと車に同乗して東京に戻った。そして、CからAが提示した離婚条件を知らされたNは不快感をあらわにし、2人の間は気まずい雰囲気になった。

### 犯行決行
- 北緯34度44分25.8秒 東経135度28分13.8秒 / 北緯34.740500度 東経135.470500度
- 大阪西北部 - 地理院地図
- 事件現場（大阪府豊中市大黒町三丁目1番1号） - Google マップ

Nは同年2月10日前後ごろ、少なくとも2度にわたってBの住居近く周辺に行き、Aを探すなどしたほか、Cの気持ちに対する不安・不信が募ってきたことから、Cの気持ちを確かめるため、同月14日夜には急遽東京に向かって自動車を走らせ、翌15日早朝に足立区内の住居に到着した。そしてNはCに別れ話を切り出し、自分の荷物をまとめかけるなどしたが、Cから「一緒にいたい」と言われたため断念した。そして、それまで隠していた重大な前科の存在を打ち明け、Cとともに保護司へ面談に行った後、2人で大阪に戻った。このようにAが妻Xとの離婚になかなか応じないことに立腹し、NはAの殺害を計画した。
翌16日早朝、大阪に戻ったNは早速、豊中のスナック兼住居で槍状の刃物を作り、刺身包丁・繰り小刀・出刃包丁の柄の部分をそれぞれ黒い絶縁テープで巻いたり、もしくはタオル地のウェスを巻いた上、墨汁で黒く塗るなどして細工した。そしてこれらの刃物を持ち、普通貨物自動車で犯行現場（後述）へ向かい、同日21時 - 翌日1時30分ごろまでAを待ち伏せたが、Aは現れなかった。しかしその後もNは3夜にわたってAを待ち伏せ、3夜目の2月19日1時30分ごろ、大阪府豊中市大黒町三丁目1番1号の路上で、男性A（当時37歳）に対し、背中を手製の槍状刃物で突き刺したほか、刺身包丁・繰り小刀で頸部・前胸部などを繰り返し突き刺して殺害した。さらに、偶然一緒にいた女性B（当時40歳）も助けを求めて叫ぶなどしたため、口封じのために刺身包丁・繰り小刀で多数回にわたり突き刺して殺害した。
被害者Aは首などを切られていたほか、Bも背中に包丁が突き刺さった状態でそれぞれ付近の病院へ搬送されたが、2人とも間もなく死亡した。一方、Nはトラックで逃走を図ったが、悲鳴を聞きつけた近所の銭湯経営者や、非番の門真警察署（大阪府警察）地域課巡査長ら住民たちに追跡され、約200 m離れた住宅街の狭い路地でミニバイクに衝突した。Nは車を捨てて徒歩で逃げようとしたが、近隣住民らにより取り押さえられ、110番通報を受け駆けつけた豊中南警察署員により銃刀法違反の現行犯で逮捕された。

## 刑事裁判
2001年（平成13年）8月7日に大阪地方裁判所（氷室真裁判長）で論告求刑公判が開かれ、大阪地方検察庁は「改悛の情はなく、極刑もやむを得ない」として被告人Nに死刑を求刑した。
2001年11月20日に判決公判が開かれ、大阪地裁（氷室真裁判長）は被告人Nに求刑通り死刑判決を言い渡した。公判で被告人Nは「殺意はなく、痛い目に遭わせるつもりだった」「揉み合った際に刃物が刺さった」などと殺意を否認し、弁護人は傷害致死罪・過失致死罪の適用を求めていたが、大阪地裁 (2001) は被害者2人の傷の深さから、「被告人Nは（被害者たちに）刃物で一方的な攻撃を加えており、確定的殺意がある」と認定。その上で「強固な殺意の下に入念な準備を進めた計画的犯行で、仮出所中にいとも簡単に人命を奪った。再び無期懲役刑を選択することはできない」と指摘した。
被告人Nは判決を不服として大阪高等裁判所へ控訴したが、2003年（平成15年）10月27日に大阪高裁第6刑事部（浜井一夫裁判長）は第一審・死刑判決を支持して被告人・弁護人の控訴を棄却する判決を言い渡した。上告審で弁護人は「殺意はなく、死刑は重過ぎる」と主張していたが、最高裁判所第三小法廷（堀籠幸男裁判長）は2006年（平成18年）6月13日に開かれた上告審判決公判で控訴審・大阪高裁の死刑判決を支持して被告人N側の上告を棄却する判決を言い渡したため、死刑が確定した。

## 死刑確定後
死刑囚Nは再審請求を行っていたが、2013年（平成25年）6月11日に収監先・大阪拘置所で食道癌と診断され、同年12月に大阪医療刑務所へ移送された。その後、Nは2014年（平成26年）5月15日夜に食道癌のため大阪医療刑務所で病死した（66歳没）。
大阪弁護士会は2015年（平成27年）11月16日付の照会書で、「死刑囚Nの食道癌発覚後、速やかにNを医療刑務所へ移送して抗がん剤などで治療しなかった理由」について質問したが、大阪拘置所は同件について回答しなかった。これを受け、同会は2018年（平成30年）3月15日付で、「死刑囚Nの病状を把握しながら、速やかに医療刑務所へ移送しなかったことは人権侵害だ。今後、拘置所で治療できない癌患者は速やかに医療刑務所へ移送し、適切な医療措置が受けられるように求める」と勧告した。